# إقبال بوت
إقبال بوت (23 نوفمبر 1956 في باكستان - ) هو لاعب كريكت باكستاني.

## وصلات خارجية
- إقبال بوت على موقع إي آس بي آن كريك إنفو (الإنجليزية)